# Ignacy Kurzyński

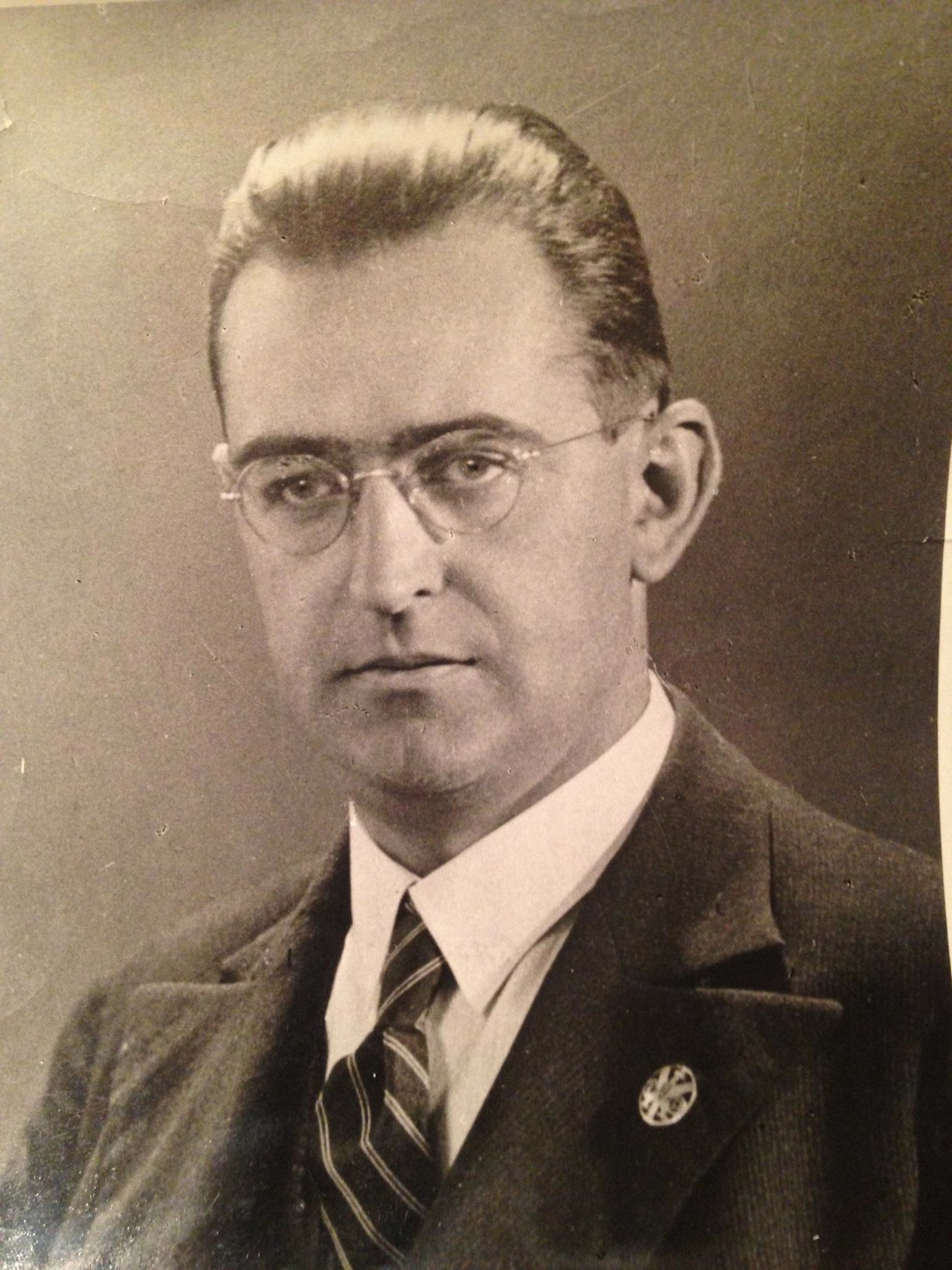
Ignacy Kurzyński

Ignacy Kurzyński (ur. 30 lipca 1899 w Golubiu, zm. 1939) – działacz polski w Wolnym Mieście Gdańsku. 

## Życiorys
Należał do czołowych działaczy polskich w Gdańsku. Był prokurentem Gdańskiego Oddziału Związku Spółek Zarobkowych, założycielem Związku Bankowców, zastępcą skarbnika Polskiej Macierzy Szkolnej, sekretarzem generalnym Gminy Polskiej, wiceprezesem Związku Polaków, członkiem Zarządu Głównego Gminy Polskiej Związku Polaków, wiceprezesem Polskiego Zrzeszenia Pracy i w latach 1936–1939 jedynym polskim radnym Rady Miejskiej Gdańska. Na jej forum protestował przeciwko usuwaniu polskich pamiątek z Dworu Artusa oraz orłów z fontanny Neptuna.
Przed wybuchem wojny, obawiając się represji, pozostawiwszy rodzinę w Gdańsku, schronił się w Gdyni. Tam aresztowany przez Niemców 15 września 1939, został uwięziony w piwnicy miejscowego sądu, następnie w obozie na Grabówku i w więzieniu w Gdańsku. Zamordowany w bliżej nieznanych okolicznościach, prawdopodobnie w Piaśnicy, jednakże Niemcy odmówili żonie wydania świadectwa zgonu.
Odznaczony Srebrnym Krzyżem Zasługi. Patron ulicy w gdańskiej Oliwie.